# Juan Jiménez de Montalvo
Juan Jiménez der Montalvo (* 1561 in Olmedo, Kastilien, Spanien; † 1629 in Lima) war ein spanischer Richter und Kolonialverwalter, der 1621/1622 vorübergehend als Vizekönig von Peru amtierte.

## Leben
Juan Jiménez de Montalvo wurde in eine spanische Adelsfamilie geboren. Er studierte Rechtswissenschaft am Colegio Mayor von Cuenca und erwarb den Titel eines doctor und lehrte dann acht Jahre lang am Colegio de Santa Cruz in Valladolid.
In der Neuen Welt amtierte Jiménez als Oidor an der Real Audiencia von Lima. Als zum Ende des Jahres 1621 die Amtszeit des Vizekönigs Francisco de Borja y Aragón endete und dieser sich auf die Heimreise nach Europa machte, übernahm Jiménez interimsweise das Amt, bis der vom König eingesetzte Nachfolger Diego Fernández de Córdoba aus Mexiko kommend in Lima eintraf.